# Катипунан
Катипунан (таг. Katipunan, K.K.K.), полное название Высочайший и досточтимый союз сынов родины (таг. Kataas-taasang, Kagalang-galang Katipunan ng̃ mg̃á Anak ng̃ Bayan) — тайная филиппинская патриотическая организация, основанная представителями революционно-демократического крыла умеренно-реформаторской «Филиппинской лиги» после её запрета. Организация была создана 7 июля 1892 года для борьбы с испанским владычеством и сыграла важную роль в Филиппинской революции. Во главе организации встал Андрес Бонифасио.

## Любопытные факты
Созданное в 1816 году одно из первых обществ декабристов называлось «Общество истинных и верных сынов Отечества».
Аббревиатура KKK полностью повторяет аббревиатуру Ку-Клукс-Клана. Ку-Клукс-Клан 1866—1871 гг. был организацией белых южан, боровшихся против военной оккупации Юга и засилья северян-«саквояжников».

## Галерея

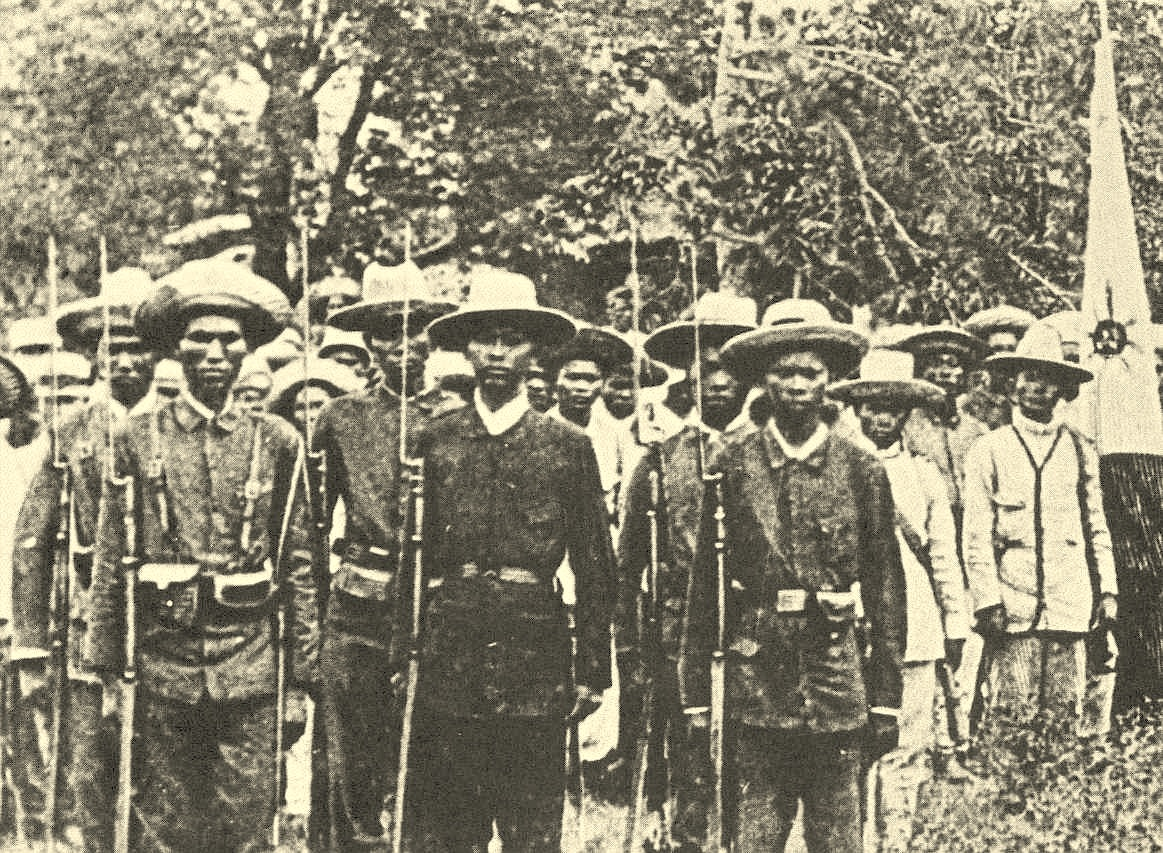
Партизаны Катипунан
Знамя Катипунана образца 1892 года